# Roca de Cercenedes
La Roca de Cercenedes és una muntanya de 964 metres que es troba al municipi d'Osor, a la comarca de la Selva. El Sot de la Noguerola neix al seu flanc meridional.